# Distretto di Pannonhalma
Il distretto di Pannonhalma (in ungherese Pannonhalmi járás) è un distretto dell'Ungheria, situato nella provincia di Győr-Moson-Sopron.